# Mikey Nicholls
Michael Nicholls (ur. 20 sierpnia 1985 w Perth) – australijski profesjonalny wrestler, obecnie występujący w federacji WWE w rozwojowym brandzie NXT pod pseudonimem ringowym Nick Miller. W przeszłości występował w federacjach w Australii, Stanach Zjednoczonych i Japonii jako Mikey Nicholls. Jest najbardziej znany z występów w Pro Wrestling Noah, gdzie był częścią zespołu The Mighty Don’t Kneel i dwukrotnie zdobył GHC Tag Team Championship. Ponadto pracował w New Japan Pro-Wrestling, Ohio Valley Wrestling, Pro Wrestling Guerrilla i Ring of Honor.

## Kariera profesjonalnego wrestlera

### Wczesna kariera (2001–2011)
Nicholls rozpoczął treningi w rodzinnym mieście Perth w Dynamite Factory, szkółce wrestlerskiej federacji Explosive Pro Wrestling. Przeprowadził się do Kalifornii i zaczął pracować dla promocji w Stanach Zjednoczonych, takich jak Pro Wrestling Guerrilla, NWA Pro i World League Wrestling. Ponadto Nicholls był trenowany w szkółce L.A. Dojo prowadzonej przez federację New Japan Pro-Wrestling. Stoczył kilka walk dla NJPW w Tokyo w 2006. Tego samego roku stoczył przegraną walkę o NWA British Commonwealth Heavyweight Championship.
W czerwcu 2007 po tym, jak NWA zaprzestało współpracy z Total Nonstop Action Wrestling (TNA), Nicholls wziął udział w turnieju „Reclaiming the Glory” koronującym nowego posiadacza NWA Heavyweight Championship; odpadł z turnieju będąc pokonanym przez Fergala Devitta. We wrześniu 2007 pokonał Rayna Taylora i panującego mistrza Karla Andersona w 30-minutowym Iron Man matchu i zdobył Empire Wrestling Federation American Championship. W 2009 odbył kilka wystąpień dla federacji Ring of Honor.

### Pro Wrestling Noah (2011–2016)
23 lutego 2011, Nicholls zadebiutował w federacji Pro Wrestling Noah i stoczył próbną walkę z Shane’em Haste’em. Miesiąc później obaj zaczęli regularnie występować z japońską promocją. Nicholls wziął udział w turniejach Global League 2012 i 2013 jako singlowy zawodnik. 7 lipca 2013, Haste i Nicholls, znani wspólnie jako zespół The Mighty Don’t Kneel (TMDK), zdobyli GHC Tag Team Championship po pokonaniu Toru Yano i Takashiego Iizuki. 16 września Nicholls zmierzył się i przegrał z Kentą o GHC Heavyweight Championship. Pod koniec 2013, magazyn Tokyo Sports uznał Nichollsa i Haste'a za najlepszy zespół roku. TMDK utraciło GHC Tag Team Championship 25 stycznia 2014 na rzecz Maybacha Taniguchiego i Takeshiego Morishimy. Duo odzyskało tytuły od Dangan Yankies (Masato Tanaky i Takashiego Sugiury) 10 stycznia 2015, lecz miesiąc później utracili je na rzecz K.E.S. (Daveya Boy Smitha Juniora i Lance'a Archera). 28 grudnia 2015 federacja Noah ogłosiła, że Nicholls i Haste opuszczą promocję do końca roku. 11 lutego 2016 ogłoszono jednak, że duet wystąpi podczas miesięcznego touru „Departure to the World”. Ich ostatnia walka odbyła się 10 marca, gdzie pokonali Naomichiego Marufujiego i Mitsuhiro Kitamiyę.

### Inne federacje (2012–2016)
Po rozpoczęciu kariery w federacji Noah, Nicholls powracał również do Stanów Zjednoczonych by występować w federacji Ring of Honor (ROH) w lutym 2012. Nicholls i Haste wygrali turniej ROH Rise & Prove, dzięki czemu mogli zawalczyć z The Briscoe Brothers. Podczas gali ROH Showdown in the Sun z marca 2012, The Briscoe Brothers pokonali Nichollsa i Haste'a w „Proving Ground” matchu.
W lutym 2012, Nicholls i Haste zawalczyli podczas odcinków NWA Championship Wrestling from Hollywood. Miesiąc później zaczęli występować dla Ohio Valley Wrestling, w którym zostali pokonani przez Rudy’ego Switchblade'a i Jessiego Godderza o tytuły OVW Southern Tag Team Championship.
20 grudnia 2014, Nicholls i Haste zadebiutowali w japońskiej federacji New Japan Pro-Wrestling, gdzie oni oraz Naomichi Marufuji zostali ogłoszeni partnerami Toru Yano podczas walki na gali Wrestle Kingdom 9 z 4 stycznia 2015. Podczas gali cała czwórka pokonała grupę Suzuki-gun (Daveya Boy Smitha Juniora, Lance'a Archera, Sheltona X Benjamina i Takashiego Iizukę) w eight-man tag team matchu.

### WWE

#### NXT (od 2015)

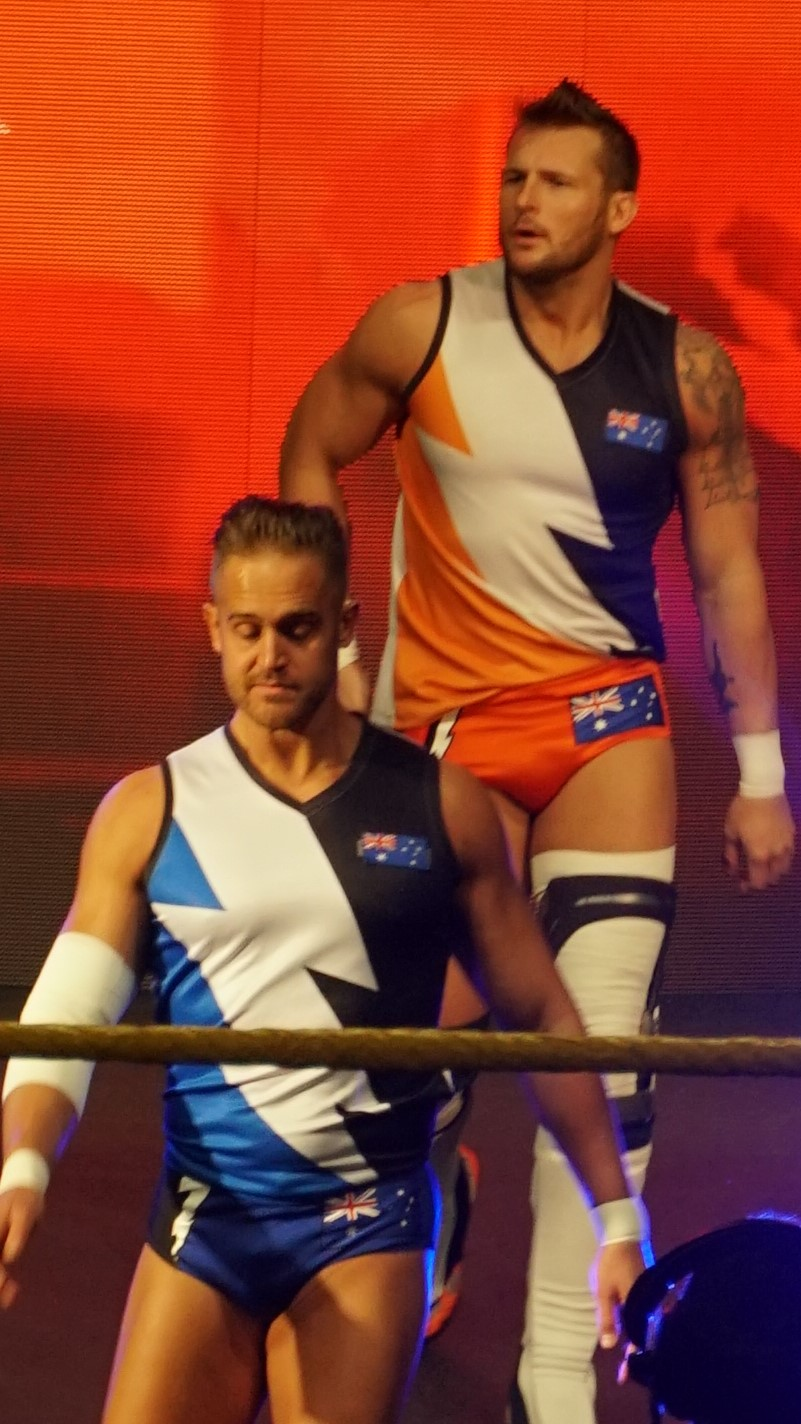
TM-61 (Shane Thorne i Miller) w kwietniu 2018

W czerwcu 2015, Nicholls i Haste wzięli udział w naborach federacji WWE. W lutym 2016 zostało ogłoszone, że duo podpisało kontrakty z WWE i rozpoczną występy w rozwojowym brandzie NXT.
W kwietniu rozpoczęli treningi w szkółce WWE Performance Center. 19 maja podczas nagrań odcinków tygodniówki NXT, Nicholls i Haste zaczęli występować jako Nick Miller i Shane Thorne, zaś nazwę drużyny „TMDK” przemianowano na „TM-61”. W telewizji zadebiutowali w odcinku NXT z 25 maja, gdzie przegrali z DIY (Johnnym Gargano i Tommaso Ciampą. 7 października zostali ogłoszeni uczestnikami drugiego turnieju Dusty Rhodes Tag Team Classic. Dotarli do finału pokonując Riddicka Mossa i Tino Sabbatelliego, Rodericka Stronga w singlowej walce, a także grupę Sanity w półfinale. Ostatecznie przegrali ze zwycięskimi The Authors of Pain (Akamem i Rezarem) podczas gali NXT TakeOver: Toronto. Z powodu kontuzji Thorne'a, Miller nie występował przez prawie cały 2017 w telewizji.
3 stycznia 2018 zaczęto emitować winietki promujące powrót Millera i Thorne'a. 31 stycznia stoczyli pierwszą wspólną drużynową walkę od ponad roku, pokonując The Ealy Brothers. Duet wziął udział w turnieju Dusty Rhodes Tag Team Classic 2018, lecz w pierwszej rundzie zostali pokonani przez The Authors of Pain. 1 maja podczas odcinka tygodniówki NXT, TM-61 pokonało Street Profits (Angelo Dawkinsa i Monteza Forda) używając nieczystych zagrań, przez co obaj stali się antagonistami.

## Styl walki
- Finishery
  - Blue Vengeance (Moonsault)[50]
  - Mikey Bomb (Spin-out powerbomb)[2]
  - Shooting star press[51]
- Inne ruchy
  - Southern Cross Stretch (Modified figure-four leglock)[2]
- Przydomki
  - „Mean Machine”[52]
- Motywy muzyczne
  - „Joker & the Thief” ~ Wolfmother (federacje niezależne)[2]
  - „Stand Tall” ~ CFO$ (NXT; od 19 maja 2016; używany podczas współpracy z Shane’em Thorne’em jako TM-61)

## Mistrzostwa i osiągnięcia
- Empire Wrestling Federation
  - EWF American Heavyweight Championship (1 raz)[15]
- Explosive Professional Wrestling
  - EPW Championship (2 razy)[53]
  - EPW Tag Team Championship (2 razy) – z Shane’em Haste’em[54]
  - EPW Wrestler of the Year (2004, 2005)[55]
  - EPW Best Wrestler of the first five Years (2006)[55]
  - EPW Match of the Year (2002) – vs. Jimmy Payne podczas gali Retribution[55]
  - Zwycięzca EPW Telethon Rumble (2009)[55]
- NWA Pro Wrestling
  - NWA Australian National Heavyweight Championship (1 raz)[56]
  - NWA Australian National Championship Tournament winner (2007)[57][58][59][60]
- Pro Wrestling Illustrated
  - PWI umieściło go w top 500 wrestlerów rankingu PWI 500: 373. miejsce w 2013; 325. miejsce w 2014; 185. miejsce w 2015; 154. miejsce w 2016; 363. miejsce w 2017[61]
- Pro Wrestling Noah
  - GHC Tag Team Championship (2 razy) – z Shane’em Haste’em[21][30]
  - Global Tag League Fighting Spirit Award (2015) – z Shane’em Haste’em[62]
- Ring of Honor
  - Rise and Prove Tournament (2012) – z Shane’em Haste’em[63]
- Tokyo Sports
  - Best Tag Team Award (2013) – z Shane’em Haste’em[64]
- West Australian Pro Wrestling
  - EPW Match of the Year (2012) – TMDK vs. Team Victoria podczas gali State of Origin[55]
  - International Impact Award (2009 i 2011)[55]
  - Tag Team of the Year (2010) – z Shane’em Haste’em[55]
  - The Grand Slam Club (2011)[55]